# Fjärilsamaryllis
Fjärilsamaryllis (Hippeastrum papilio) är en art i släktet Amaryllisar utbredd från södra Brasilien. Arten odlas ibland som krukväxt.
Stora lökar. Blad till 4 cm vida. Blomställningar till 50 cm. Blommor zygomorfiska 2-4, 10-12 cm långa, grönaktiga med bruna markeringar.

## Odling
Se amaryllisar.

## Synonymer
- Amaryllis papilio Ravenna, 1970

### Webbkällor
- Amaryllidaceae.com
- Telos Rare Bulbs